# Dinar libijski
Dinar libijski – jednostka walutowa Libii. 1 dinar = 1000 dirhamów.

## Historia
W czasach, gdy Libia stanowiła część Imperium osmańskiego, oficjalną walutą kraju był osmański piastr, jednak aż do 1844, kiedy to wprowadzono złotą lirę Libijczycy bili również własne, lokalne monety. Po przejściu kraju pod okupację włoską lira turecka została zastąpiona przez lira włoskiego. W 1943, gdy Libia została podzielona na francuskie i brytyjskie terytoria mandatowe obowiązującymi walutami, w zależności od strefy wpływów stały się: frank francuski oraz lira emitowana przez brytyjskie władze wojskowe.
Po odzyskaniu niepodległości w 1951 władze wprowadziły nową walutę – funt libijski (LYP) stanowiący równowartość 480 lir lub 980 franków. Funt libijski dzielił się na 100 piastrów i 1000 miliemów. W 1971 po dojściu do władzy Mu’ammara al-Kaddafiego funta zastąpiono w stosunku 1:1 dinarem a miliema – dirhamem.
Dinar jest emitowany przez Centralny Bank Libii (مصرف ليبيا المركزي Masraf Libia al-Markazi), który nadzoruje system bankowy w kraju.
Po obaleniu pułkownika al-Kaddafiego władze rewolucyjne postanowiły nadal wykorzystywać stare pieniądze, usuwając z nich jedynie elementy związane z Dżamahirijją. W 2013 wyemitowano nową serię banknotów, która zastąpiła stare dinary.

## Nominały
Monety występują w nominałach:
- 1 dirham
- 5 dirhamów
- 10 dirhamów
- 20 dirhamów
- 50 dirhamów
- 100 dirhamów
- 1/4 dinara (250 dirhamów)
- 1/2 dinara (500 dirhamów)

Banknoty występują w nominałach:
- 1/4 dinara (250 dirhamów)
- 1/2 dinara (500 dirhamów)
- 1 dinar (1000 dirhamów)
- 5 dinarów
- 10 dinarów
- 20 dinarów
- 50 dinarów

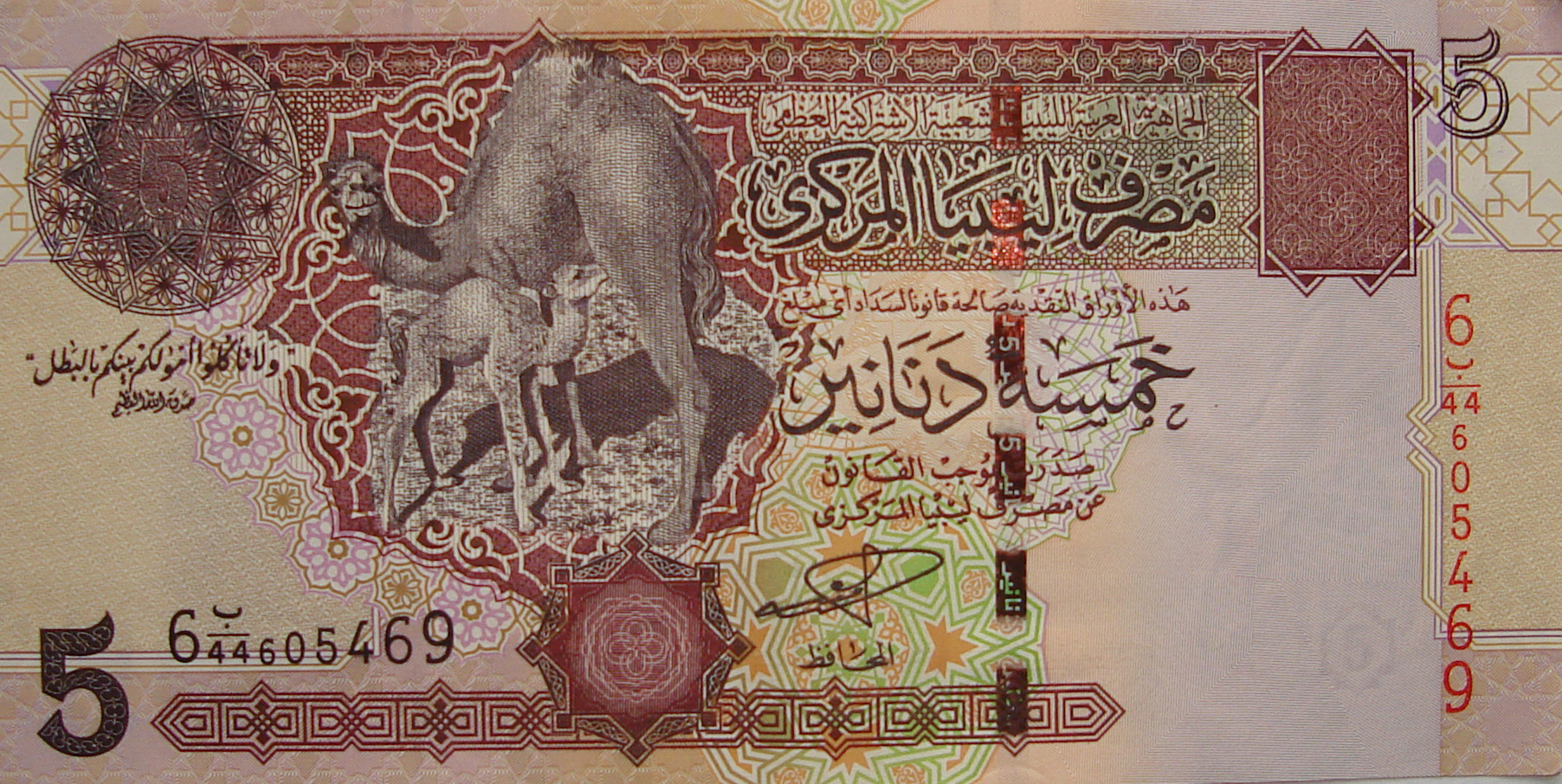
5 dinarów libijskich ze starej serii

Obecnie w praktyce w powszechnym obiegu występują jedynie banknoty o nominałach 1, 5, 10, 20 i 50 dinarów. Banknoty 1/4 i 1/2 dinara spotykane są rzadko, zastępowane przez monety o tych nominałach, natomiast monety o nominałach poniżej 50 dirhamów praktycznie wyszły z użycia, pozostają jednak nadal prawnym środkiem płatniczym.
Władze libijskie utrzymują niemalże stały kurs wymiany dinara w stosunku do dolara i euro. Kursy te oscylują wokół wartości:
- 1 USD = 1,3 LYD
- 1 EUR = 1,6 LYD